# 아서 커리
 아서 커리(영어: Arthur Currie, 1875년 12월 5일 - 1933년 11월 30일)는 캐나다의 군인으로, 제1차 세계대전 시기 서부전선의 가장 유명한 사령관 중 한 명이자, 캐나다에서 가장 높은 명성을 갖고 있는 군인 중 한 명으로 거론된다. 이러한 명성에 힘입어 고등학교 졸업장 밖에 없었지만 1920년부터 사망하는 1933년까지 맥길 대학교의 총장을 지냈다.